# Remennecourt
Remennecourt település Franciaországban, Meuse megyében. Lakosainak száma 45 fő (2022. január 1.). Remennecourt Alliancelles, Sermaize-les-Bains, Contrisson és Rancourt-sur-Ornain községekkel határos.

## Népesség
A település népessége az elmúlt években az alábbi módon változott:
| Lakosok száma | 95   | 85   | 77   | 56   | 63   | 56   | 55   | 50   | 47   | 45   |
|               | 1968 | 1982 | 1990 | 2006 | 2013 | 2015 | 2017 | 2019 | 2020 | 2022 |